# Músculo sacroiliolombar
O músculo sacroiliolombar ou eretor da espinha (em latim erector spinae) tem a função de manter a postura e realizar alguns movimentos da coluna vertebral. Este músculo se localiza entre os ângulos das costelas e os processos espinhosos medianos das vértebras. Faz parte dos músculos intrínsecos do dorso e se divide em três ramos: iliocostal (parte lombar do iliocostal do lombo, parte torácica do iliocostal do lombo e iliocostal do pescoço), longuíssimo do dorso (do tórax, do pescoço e da cabeça) e espinal (do tórax, do pescoço e da cabeça).